# Pljevlja (kommun)
Pljevlja (serbiska: Општина Пљевља, Пљевља) är en kommun i Montenegro. Den ligger i den norra delen av landet. Antalet invånare är 19 489. Arean är 1 346 kvadratkilometer.
Terrängen i Pljevlja är varierad.
Följande samhällen finns i Pljevlja:
- Pljevlja

## Demografi
Vid folkräkningen 2003 bestod kommunen av följande etniciteter:
| Etnicitet         | Antal  | Procentsats |
| ----------------- | ------ | ----------- |
| serber            | 21 972 | 59,52%      |
| montenegriner     | 7 750  | 20,99%      |
| etniska muslimer  | 3 088  | 8,36%       |
| bosniaker         | 2 023  | 5,48%       |
| kroater           | 17     | 0,05%       |
| albaner           | 11     | 0,03%       |
| övriga            | 148    | 0,40%       |
| ej angivet        | 1 705  | 4,62%       |
| ingen information | 204    | 0,55%       |
| Totalt            | 36 918 | 100%        |